# Gold Collection
Gold Collection è una raccolta del gruppo progressive rock britannico The Alan Parsons Project, pubblicata nel 1997 dalla BMG.

## Descrizione
È la seconda raccolta in cui oltre a brani del The Alan Parsons Project ve ne sono anche di Alan Parsons da solista, in particolare Turn It Up dall'album Try Anything Once del 1993. Suddivisi in due CD vi sono 34 brani estratti da tutti gli album dell'Arista, mancano infatti Tales of Mystery and Imagination Edgar Allan Poe della Charisma Records e Freudiana della EMI.
La quantità di brani estratti da ogni album è la seguente:
- 4 da I Robot del 1977
- 5 da Pyramid del 1978
- 4 da Eve del 1979
- 4 da The Turn of a Friendly Card del 1980
- 4 da Eye in the Sky del 1982
- 4 da Ammonia Avenue del 1984
- 4 da Vulture Culture del 1985
- 2 da Stereotomy del 1986
- 2 da Gaudi del 1987
- 1 da Try Anything Once del 1993

Nella raccolta vi sono sette brani strumentali.

## Tracce

### Disco 1
Testi e musiche di Eric Woolfson e Alan Parsons; edizioni musicali BMG.
1. Don't Answer Me (Ammonia Avenue - 1984) – 4:11 – Voce: Eric Woolfson
2. Eye in the Sky (Eye in the Sky - 1982) – 4:33 – Voce: Eric Woolfson
3. Lucifer (Eve - 1979) – 5:07 – Strumentale
4. Prime Time (Ammonia Avenue - 1984) – 5:03 – Voce: Eric Woolfson
5. What Goes Up (Pyramid - 1978) – 3:31 – Voce: David Paton, Colin Blunstone e Dean Ford
6. The Gold Bug (The Turn of a Friendly Card - 1980) – 4:33 – Strumentale
7. Psychobabble (Eye in the Sky - 1982) – 4:50 – Voce: Elmer Gantry
8. Let's Talk About Me (Vulture Culture - 1985) – 4:29 – Voce: David Paton
9. Games People Play (The Turn of a Friendly Card - 1980) – 4:17 – Voce: Lenny Zakatek
10. Time (The Turn of a Friendly Card - 1980) – 5:05 – Voce: Eric Woolfson
11. Damned If I Do (Eve - 1979) – 4:49 – Voce: Lenny Zakatek
12. Days Are Numbers (The Traveller) (Vulture Culture - 1985) – 4:02 – Voce: Chris Rainbow
13. Some Other Time (I Robot . 1977) – 4:06 – Voce: Peter Straker e Jaki Whitren
14. Pyramania (Pyramid - 1978) – 2:40 – Voce: Jack Harris
15. Shadow of a Lonely Man (Pyramid - 1978) – 5:39 – Voce: John Miles
16. Don’t Let it Show (I Robot - 1977) – 4:18 – Voce: Dave Townsend
17. I Robot (I Robot - 1977) – 6:02 – Strumentale

Durata totale: 77:15

### Disco 2
Testi e musiche di Eric Woolfson e Alan Parsons, Ian Bairnson traccia 4; edizioni musicali BMG.
1. The Turn of a Friendly Card (part one) (The Turn of a Friendly Card - 1980) – 2:40 – Voce: Chris Rainbow
2. I Wouldn't Want to Be Like You (I Robot - 1977) – 3:22 – Voce: Lenny Zakatek
3. Limelight (Stereotomy - 1986) – 4:39 – Voce: Gary Brooker
4. Turn It Up (Try Anything Once - 1993) – 6:13 – Voce: Chris Thompson
5. Mammagamma (Eye in the Sky - 1982) – 3:34 – Strumentale
6. The Eagle Will Rise Again (Pyramid - 1978) – 7:02 – Voce: Colin Blunstone
7. I'd Rather Be a Man (Eve - 1979) – 3:52 – Voce: David Paton
8. Children of the Moon (Eye in the Sky - 1982) – 4:49 – Voce: David Paton
9. One More River (Pyramid - 1978) – 4:18 – Voce: Lenny Zakatek
10. Standing on Higher Ground (Gaudi - 1987) – 5:02 – Voce: Geoff Barradale
11. Separate Lives (Vulture Culture - 1985) – 4:42 – Voce: Eric Woolfson
12. Hawkeye (Vulture Culture - 1985) – 3:48 – Strumentale
13. You Won't Be There (Eve - 1979) – 3:37 – Voce: Dave Townsend
14. Urbania (Stereotomy - 1986) – 4:57 – Strumentale
15. Too Late (Gaudi - 1987) – 4:31 – Voce: Lenny Zakatek
16. Pipeline (Ammonia Avenue - 1984) – 3:56 – Strumentale
17. Since the Last Goodbye (Ammonia Avenue - 1984) – 4:34 – Voce: Chris Rainbow

Durata totale: 75:36